# Verbske, Iuriivka
Verbske (în ucraineană Вербське) este localitatea de reședință a comunei Verbske din raionul Iuriivka, regiunea Dnipropetrovsk, Ucraina.

## Demografie
Componența lingvistică a localității Verbske
     Ucraineană (86,72%)
     Rusă (11,72%)
     Alte limbi (1,56%)
Conform recensământului din 2001, majoritatea populației localității Verbske era vorbitoare de ucraineană (86,72%), existând în minoritate și vorbitori de rusă (11,72%).